# Laura Cristina Chamorro
Laura Cristina Chamorro es una política argentina, militante peronista y concejala del partido de La Matanza, provincia de Buenos Aires. Actualmente, es candidata a diputada provincial por la alianza Fuerza Patria.

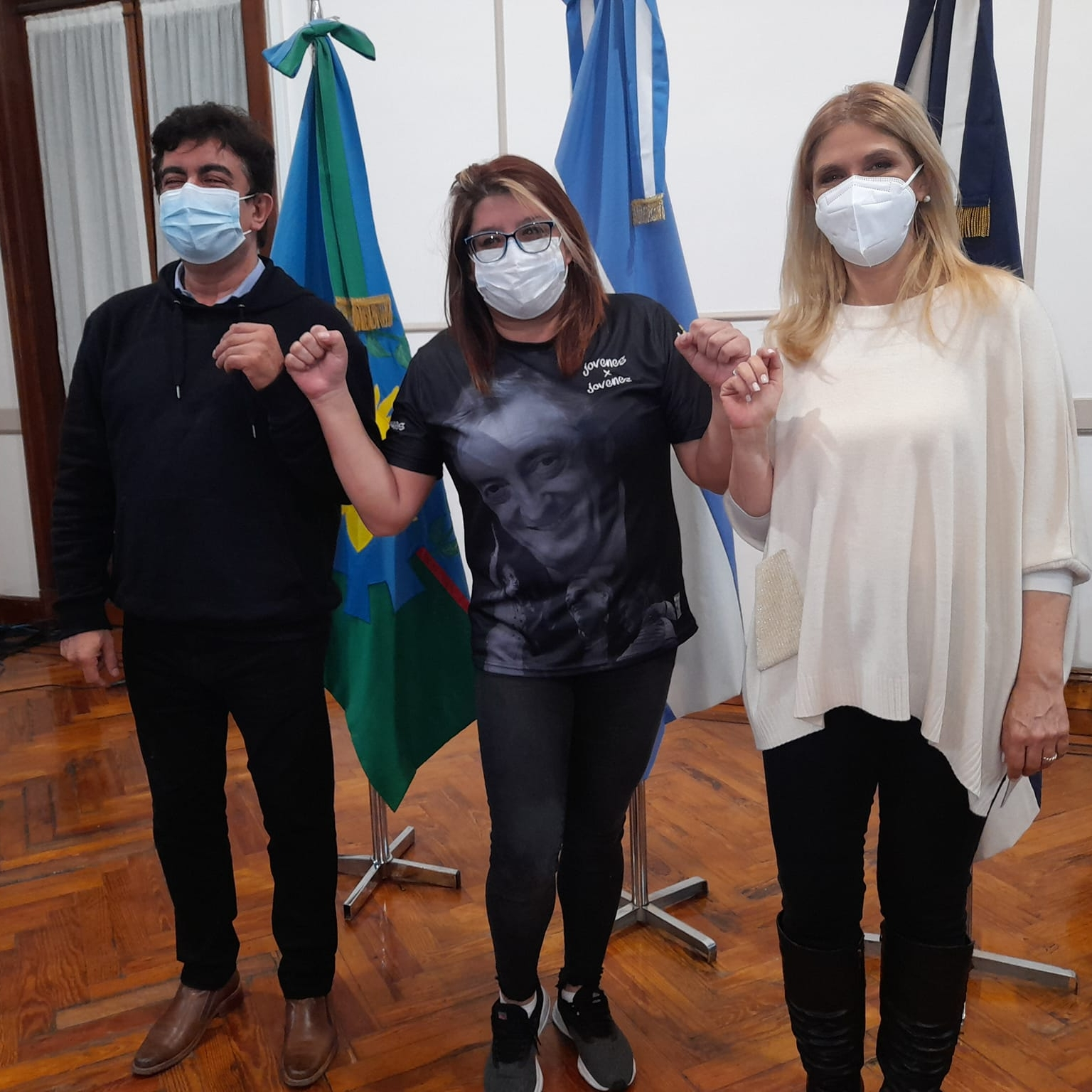
Laura Chamorro con Fernando Espinoza y Veronica Magario en firma en la categoría de concejales y consejeros escolares en Elecciones de La Matanza de 2021

## Biografía
Nacida en Gregorio de Laferrere, Chamorro inició su militancia a los 16 años en la agrupación Ramón Carrillo, durante la crisis social, económica y política que atravesaba Argentina en 2001. Es madre de Bruno, Gabriel y Francesca, y se identifica como feminista y peronista.  

## Carrera política
En 2021, Chamorro fue elegida concejala del partido de La Matanza por el Frente de Todos, desempeñándose en el cargo hasta 2025.
Fue la primera en presidir la Comisión de Mujeres, Políticas de Género y Diversidad Sexual, y actualmente también preside la Comisión de Industria, Comercio y Abastecimiento.  
Desde el 10 de diciembre de 2023, preside el Honorable Concejo Deliberante de La Matanza.  
Además, es congresal del Partido Justicialista a nivel nacional y provincial, y consejera del Partido Justicialista de La Matanza.

## Elecciones 2025
En 2025, Chamorro es candidata a diputada provincial por la alianza Fuerza Patria.